# 圣沙马朗
圣沙马朗（法語：Saint-Chamarand，法語發音：[sɛ̃ ʃamaʁɑ̃]）是法国洛特省的一个市镇，属于古尔东区。

## 地理
圣沙马朗（44°40'42"N, 1°27'39"E）面积13.09 平方千米，位于法国奧克西塔尼大區洛特省，该省份为法国西南部内陆省份，北起顺时针与科雷兹省、康塔爾省、阿韦龙省、塔恩-加龙省、洛特-加龍省和多尔多涅省接壤。
与圣沙马朗接壤的市镇（或旧市镇、城区）包括：孔科雷斯、弗赖西内、圣西尔克-苏亚盖、圣克莱尔、圣日耳曼迪贝莱尔、苏西拉克、克尔德科斯。

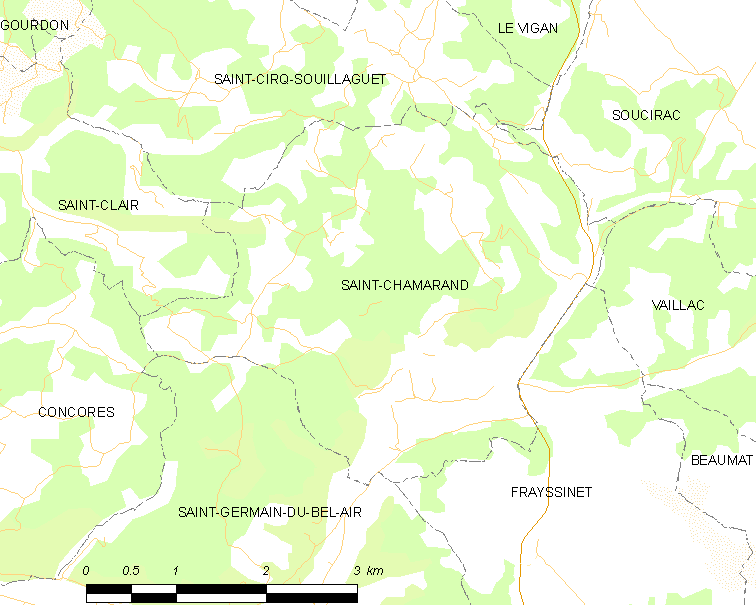
圣沙马朗的OSM定位图

圣沙马朗的时区为UTC+01:00、UTC+02:00（夏令时）。

## 行政
圣沙马朗的邮政编码为46310，INSEE市镇编码为46253。

## 政治
圣沙马朗所属的省级选区为科斯和布里亚讷县。

## 人口

1962-2008年间圣沙马朗人口变化图示

圣沙马朗于2022年1月1日时的人口数量为186人。